# Akane-banashi
Akane-banashi (jap. あかね噺) – manga napisana przez Yukiego Suenagę i zilustrowana przez Takamasę Moue, publikowana na łamach magazynu „Shūkan Shōnen Jump” wydawnictwa Shūeisha od lutego 2022. Opowiada o nastoletniej Akane Osaki, która dąży do osiągnięcia najwyższego stopnia w rakugo, częściowo po to, by pomścić swojego ojca, który sześć lat wcześniej został wydalony z zawodu. Rakugo przedstawione w serii jest nadzorowane przez profesjonalnego rakugokę Kikuhiko Hayashiyę.
Na bazie mangi studio Zexcs wyprodukuje serial anime, którego premiera zaplanowana jest na 2026 rok.

## Fabuła
Dorastając, Akane podziwiała swojego ojca i jego rakugo – tradycyjną japońską formę opowiadania historii, w której samotny artysta, zwany rakugoką, przedstawia długą, skomplikowaną i zazwyczaj zabawną opowieść z udziałem wielu postaci, odróżnianych za pomocą zmiany wysokości i tonu głosu, lekkich ruchów głowy i gestów rąk, cały czas siedząc w jednym miejscu. Jednak gdy Akane była w szkole podstawowej, jej ojciec oraz wszyscy inni kandydaci zostali wydaleni ze Szkoły Arakawa podczas egzaminu promocyjnego na trzeci i najwyższy stopień w rakugo – shin’uchi. Sześć lat później Akane, która potajemnie pobierała lekcje u dawnego mistrza swojego ojca, postanawia zostać shin’uchi w Szkole Arakawa, by pomścić ojca i udowodnić, że rakugo to prawdziwy zawód.

## Manga
Pierwszy rozdział mangi ukazał się 10 sierpnia 2019 w magazynie „Shūkan Shōnen Jump”. Następnie wydawnictwo Shūeisha zaczęło zbieranie rozdziałów do wydań w formacie tankōbon, których pierwszy tom ukazał się 3 czerwca 2022.
Prawa do dystrybucji mangi w języku angielskim nabyło wydawnictwo Viz Media.
| Nr | Data wydania (język japoński) | ISBN (język japoński)  |
| -- | ----------------------------- | ---------------------- |
| 1  | 3 czerwca 2022                | ISBN 978-4-08-883150-3 |
| 2  | 4 sierpnia 2022               | ISBN 978-4-08-883193-0 |
| 3  | 4 października 2022           | ISBN 978-4-08-883260-9 |
| 4  | 2 grudnia 2022                | ISBN 978-4-08-883419-1 |
| 5  | 3 marca 2023                  | ISBN 978-4-08-883427-6 |
| 6  | 2 czerwca 2023                | ISBN 978-4-08-883492-4 |
| 7  | 4 sierpnia 2023               | ISBN 978-4-08-883592-1 |
| 8  | 4 października 2023           | ISBN 978-4-08-883691-1 |
| 9  | 4 grudnia 2023                | ISBN 978-4-08-883791-8 |
| 10 | 4 marca 2024                  | ISBN 978-4-08-883822-9 |
| 11 | 2 maja 2024                   | ISBN 978-4-08-884023-9 |
| 12 | 4 lipca 2024                  | ISBN 978-4-08-884114-4 |
| 13 | 4 września 2024               | ISBN 978-4-08-884165-6 |
| 14 | 1 listopada 2024              | ISBN 978-4-08-884284-4 |
| 15 | 4 lutego 2025                 | ISBN 978-4-08-884431-2 |
| 16 | 4 kwietnia 2025               | ISBN 978-4-08-884449-7 |
| 17 | 4 czerwca 2025                | ISBN 978-4-08-884559-3 |
| 18 | 4 września 2025               | ISBN 978-4-08-884650-7 |

## Anime
Adaptacja w postaci telewizyjnego serialu anime została zapowiedziana 4 sierpnia 2025. Zostanie wyprodukowana przez studio Zexcs i wyreżyserowana przez Ayumu Watanabe. Scenariusz napisze Michihiro Tsuchiya, postacie zaprojektuje Kii Tanaka, który będzie również pełnił funkcję głównego reżysera animacji, a muzykę skomponuje Akio Izutsu. Premiera serialu zaplanowana jest na 2026 rok w bloku programowym IMAnimation na antenie TV Asahi.

## Odbiór
We wrześniu 2022 łączny nakład Akane-banashi przekroczył 200 000 egzemplarzy, a pierwszy tom był dodrukowywany cztery razy. Wraz z premierą trzynastego tomu we wrześniu 2024, manga osiągnęła nakład 2 milionów egzemplarzy. Seria została polecona przez Eiichirō Odę i Hideakiego Anno. Została nominowana do nagrody Next Manga Award 2022 w kategorii manga drukowana, zajmując trzecie miejsce spośród 50 nominowanych. W poradniku Kono manga ga sugoi! (edycja 2023 roku) manga zdobyła czwarte miejsce na liście najlepszych mang dla czytelników płci męskiej. Uplasowała się także na trzecim miejscu w rankingu rekomendowanych komiksów ogólnonarodowych pracowników księgarń z 2023 roku. Seria zajęła drugie miejsce w 16. edycji Manga Taishō, przegrywając z Kore kaite shine o dwa punkty. Została również nominowana do 47. edycji nagrody Kōdansha Manga w kategorii shōnen w 2023 roku. Nowojorska Biblioteka Publiczna umieściła Akane-banashi na swojej liście najlepszych książek dla nastolatków w 2023 roku. Richard Eisenbeis z Anime News Network wybrał ją jako najlepszą nową mangę 2023 roku, a Brigid Alverson z School Library Journal umieściła ją wśród 10 najlepszych mang 2023 roku. Young Adult Library Services Association umieściło pierwszy tom Akane-banashi na swojej liście świetnych powieści graficznych dla nastolatków w 2024 roku. W tym samym roku angielskie tłumaczenie serii autorstwa Stephena Paula dla wydawnictwa Viz Media zostało nominowane do nagrody Best Translation podczas inauguracyjnej edycji American Manga Awards, współorganizowanej przez Anime NYC i Japan Society.
Steven Blackburn ze Screen Rant pochwalił pierwszy rozdział Akane-banashi. Napisał, że nagła zmiana głównego bohatera z Shinty, „stereotypowego bohatera, który uosabia wszystko, co czyni [mangę] shōnen sukcesem”, na Akane, nietypową bohaterkę będącą w istocie cudownym dzieckiem, już sprawia, że ta druga postać jest fascynująca. „To trudna do osiągnięcia dynamika, ale Akane-banashi jakoś się to udało, zanim jeszcze na dobre się zaczęło”. W recenzji dla Multiversity Comics Zach Wilkerson przyznał „niesamowicie urokliwemu i dobrze skonstruowanemu” pierwszemu rozdziałowi ocenę 8,5, szczególnie chwaląc rysunki Moue. Robbie Pleasant z tej samej strony również mocno pochwalił serię i jej oprawę graficzną za to, że skutecznie oddaje, jak zmienia się postawa i głos wykonawcy podczas odgrywania różnych postaci, mimo że manga jest medium statycznym i pozbawionym dźwięku.
W maju 2022 Kota Mukaihara z Real Sound napisał, że Akane-banashi ma szansę stać się przełomowym hitem. Uznał, że chociaż postępy Akane w rakugo wydają się przebiegać wyjątkowo szybko i gładko, a bohaterka nie napotkała jeszcze poważnych wyzwań ani nie poniosła porażki, pozwala to czytelnikom śledzić jej rozwój bez zbędnego stresu. Mukaihara spekulował, że może to wynikać z faktu, iż manga jest jeszcze nowa i musi się szybko rozwinąć, by zyskać rozpęd, ale jednocześnie podkreśla to spryt Akane oraz głębię jej determinacji i świadczy o uroku postaci oraz umiejętnościach twórców w prowadzeniu fabuły. Dodał także, że choć otwarta osobowość Akane i jej niespotykane umiejętności sprawiają, że wydaje się być indywidualistką, jej pozytywne nastawienie i przyziemność czynią ją sympatyczną postacią. Kolega Blackburna, Ben Sockol, pochwalił późniejsze rozdziały serii za „odwrócenie klasycznego motywu turniejowego”, pisząc, że Akane-banashi wydaje się świeże i inne niż wszystko, co ukazuje się w „Shūkan Shōnen Jump”, i jest jedną z najbardziej ekscytujących mang publikowanych obecnie w tym magazynie (stan na czerwiec 2022).